# João Severiano da Fonseca
João Severiano da Fonseca (Cidade de Alagoas, 27 de maio de 1836 – Cidade do Rio de Janeiro, 7 de novembro de 1897) foi um militar, médico, professor, escritor, historiador e diplomata brasileiro, tendo chegado à patente de general de brigada. Participou da Guerra do Paraguai e foi o sétimo Diretor de Saúde do Exército Brasileiro. É o patrono do Serviço de Saúde do Exército.

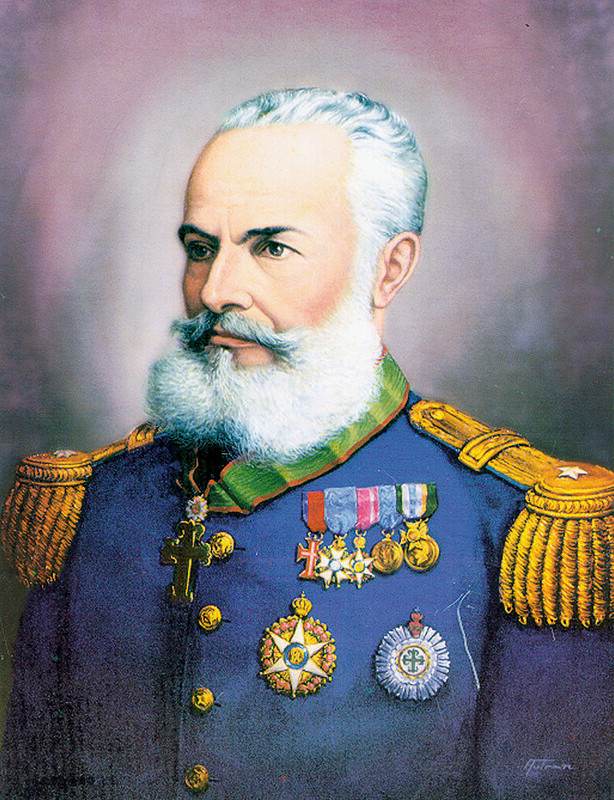
General João Severiano da Fonseca.

## Família
João Severiano da Fonseca nasceu a 27 de maio de 1836, na Cidade de Alagoas, hoje chamada Marechal Deodoro, filho do tenente-coronel Manuel Mendes da Fonseca e de Rosa Maria Paulina da Fonseca. Sua mãe pertencia a duas das famílias mais tradicionais das regiões de Pernambuco e Paraíba, uma vez que era filha de José de Carvalho Pedrosa e de Dona Antônia Maria de Barros a qual era por sua vez, filha de Maria Rita de Albuquerque Melo e de Sebastião Antônio do Rego Barros. O casal teve duas filhas e oito filhos, sendo que todos os homens seguiram a carreira militar.

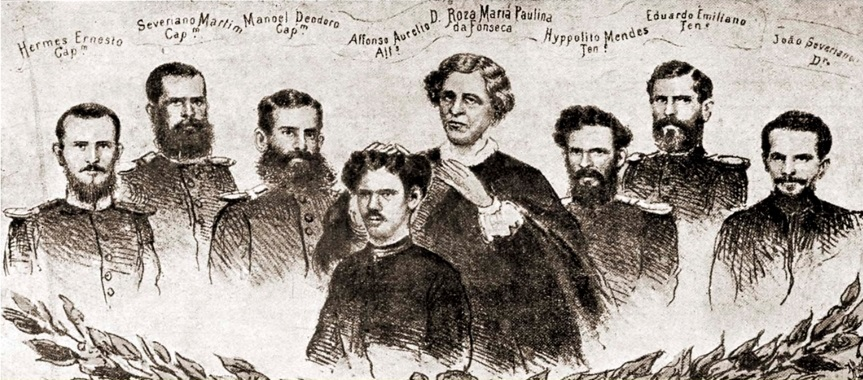
A família Fonseca retratada pela Revista Ilustrada em 1865. No centro, a matriarca dona Rosa.

Entre os irmãos, destacaram-se Manuel Deodoro da Fonseca, generalíssimo, proclamador da República e primeiro presidente do Brasil; marechal Hermes Ernesto da Fonseca, que governou a Bahia e o Mato Grosso; e marechal de campo Severiano Martins da Fonseca, primeiro e único barão de Alagoas. Outros três irmãos, major Eduardo Emiliano, capitão Hypolito e alferes Afonso Aurélio, faleceram em combate, nas batalhas de Itororó (1868), Curupaiti (1866) e Curuzu (1866), respectivamente. O oitavo irmão, Pedro Paulino, foi precocemente reformado, como incapaz, no posto de tenente, sendo nomeado coronel honorário. João Severiano também era tio de Hermes Rodrigues da Fonseca, futuro presidente brasileiro.
Ao contrário dos irmãos, João Severiano não seguiu prontamente a carreira das armas, matriculando-se na Faculdade de Medicina do Rio de Janeiro. Em 1858, recebeu o grau de doutor.

## Carreira militar

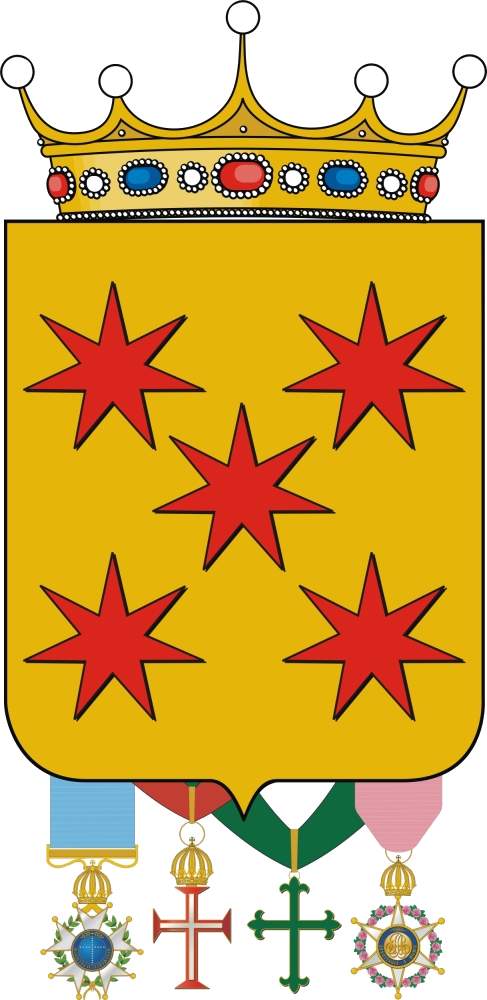
Brasão do barão de Alagoas, com coroa de Visconde e medalhado.

Em 29 de janeiro de 1862, João Severiano ingressou no Corpo de Saúde do exército brasileiro, no posto de segundo-tenente, como cirurgião. Dois anos mais tarde, iniciou seus serviços na Campanha do Uruguai, seguindo para a Campanha da Tríplice Aliança, na qual combateu até 1870. Nesse período, foi repetidamente merecedor de elogios e condecorações pelo zelo, competência e senso humanitário que exercia suas funções, o que lhe valeu a promoção a capitão, a designação a servir no então Hospital Militar da Guarnição da Corte e a comenda de oficial da Imperial Ordem do Cruzeiro, tornando-se o único oficial do Corpo de Saúde a receber tal condecoração.
Em 1887, atuou como médico na Comissão de Limites com a Bolívia em Corumbá, regressando após três anos para ser reintegrado ao Hospital da Guarnição da Corte. Por uma determinação do ministro da Guerra, que não mais permitia a direção dos hospitais militares por oficiais leigos (não médicos), João Severiano, já como tenente-coronel, assumiu interinamente a direção do hospital na transição do Brasil Imperial para o Brasil República (e do Hospital da Guarnição da Corte para o Hospital Central do Exército).
Militar mais antigo do Corpo de Saúde à época, foi, logo depois, promovido a coronel e nomeado inspetor do Pessoal do Serviço Sanitário, sendo efetivado no posto de general-de-brigada, como inspetor geral do Serviço de Saúde a 4 de outubro de 1890.
Ainda em 1890, passou a fazer parte do Conselho Supremo Militar de Justiça. Serviu, ainda, no Hospital Militar de Andaraí e chefiou a enfermaria da Escola Militar da Praia Vermelha, além de ter sido professor da cadeira de Ciências Físicas e Naturais do Imperial Colégio Militar.
É interessante notar que João Severiano foi desligado do Exército oito dias após assinar o Manifesto dos treze generais, que contestava a legitimidade do governo de Floriano Peixoto. Teoricamente, entretanto, o licenciamento deu-se devido a sua eleição a senador. Ao término do mandato, em 4 de novembro de 1893, ele foi reintegrado ao Exército ainda no cargo de inspetor geral do Serviço Sanitário, o qual ocupou até seu falecimento, em 7 de novembro de 1897, na cidade do Rio de Janeiro.

## Reconhecimento
Em 1880, tornou-se o primeiro militar a integrar a Academia Imperial de Medicina e, no mesmo ano, entrou para o Instituto Histórico e Geográfico Brasileiro.
Durante sua estadia em Corumbá, pela Comissão de Limites com a Bolívia, escreveu o livro Viagem ao Redor do Brasil. A obra é um diário do autor, com importantes descrições a respeito do Mato Grosso e de tribos indígenas.
Também frequentou diversas outras agremiações literárias e científicas, como o Institut de France, o Instituto Farmacêutico do Rio de Janeiro, o Instituto Arqueológico Alagoano, o Ateneu de Lima, o Instituto Médico Brasileiro e sociedades de geografia do Rio de Janeiro, de Lisboa e de Madri.

## Honrarias
- Patrono do Serviço de Saúde do Exército Brasileiro (1940): sua escolha foi homologada em decreto de 13 de março de 1962.
- Patrono da Cadeira número 27 da Academia Brasileira de Medicina Militar
- Oficial da Ordem de São Bento de Aviz
- Comendador da Imperial Ordem da Rosa
- Cavaleiro da Ordem Imperial do Cruzeiro (1870): recebida pela sua memorável participação na Campanha da Tríplice Aliança.
- Cavaleiro da Ordem de Cristo.
- Medalha Geral da Campanha do Paraguai, com passador de Prata Nr 05.
- Medalha Geral da Campanha do Paraguai, concedida pelo Governo da República Argentina
- Medalha concedida ao Exército em operações da República do Uruguai.